# Klaviersonate Nr. 24 (Beethoven)
Ludwig van Beethovens Sonate Nr. 24 Fis-Dur op. 78 entstand im Jahre 1809 und ist der Gräfin Therese von Brunsvik gewidmet.
Die Sonate steht in der auch bei Beethoven seltenen Tonart Fis-Dur, die in seinem Sonatenwerk kein zweites Mal auftritt. Die Aufführungsdauer des im Konzertsaal eher selten zu hörenden, zweisätzigen Werkes beträgt rund zehn Minuten, wobei der erste Satz mehr als doppelt so lang ist wie der zweite. Um die Widmung an Therese von Brunsvik ranken sich teilweise widersprüchliche Vermutungen und Interpretationsansätze.

## Stellung in Beethovens Gesamtwerk
Zusammen mit dem Streichquartett op. 74, der Fantasie für Klavier op. 77 und den beiden zeitnah entstandenen Klaviersonaten op. 79 und op. 81a bildet die Sonate in Fis-Dur op. 78 eine Gruppe von Werken, die eine Abkehr des Komponisten vom heroischen Stil und die Hinwendung zu einer intimen und lyrischen Klangwelt erkennen lassen. Jan Caeyers sieht in dieser bis dato ungewohnten Ausdruckswelt die Anzeichen einer Stilwende: "Dieses neue Gefühl für das Lyrische wird Beethoven nicht mehr verlassen; es gehört zu den wichtigsten Elementen seiner späteren Klavier- und Kammermusik, der letzten Klaviersonaten und Streichquartette." In dieser Musik schwingen unüberhörbar Töne mit, die zum Allerpersönlichsten gehören. In der Widmung dieser vom schweren Pathos früherer Werke befreiten Komposition an seine von ihm in früheren Jahren vergötterte Schülerin Therese von Brunsvik darf mehr als nur ein Vorgang gesehen werden, wie er für Beethovens Verhältnis zum Wiener Adel typisch ist.

## Aufbau
- Erster Satz: Adagio cantabile, 2/4 Takt;Allegro ma non troppo, 4/4 Takt, Fis-Dur, 106 Takte
- Zweiter Satz: Allegro vivace, Fis-Dur, 2/4 Takt, 183 Takte

### Erster Satz
Die viertaktige Adagio-cantabile-Einleitung ist eine ruhige über eine Oktave aufsteigende Kantilene, die über Cis- und H-Dur wieder nach Fis-Dur zurückführt; im Bass steht diesem harmonischen Ablauf eine beständige tiefe Fis-Oktave entgegen.
Beim danach einsetzenden Allegro ma non troppo liegt die Betonung offensichtlich auf ma non troppo, denn es beginnt ebenfalls mit einer ruhigen Melodie, die in Satz und Stimmführung an Schubert erinnert. So wird in den Takten sechs bis acht die in Akkorden und Oktaven der rechten Hand geführte Melodie von der linken Hand in der Mittel- und Bassstimme im Terzabstand abwärts „mitgesungen“. Beethoven führt dieses Motiv jedoch nicht weiter aus; es schließt sich unvermittelt eine bewegtere Passage in Sechzehnteln und Achteltriolen (Takt 8 bis 11) und nach einer kurzen akkordischen Episode eine längere (Takt 18–27) Überleitung in unruhigen Sechzehnteln der rechten Hand zum zweiten Thema an. Auch dieses dauert vier Takte und besteht aus einer bewegten Achteltriolenfigur, für die Beethoven dolce vorschreibt. Danach endet die Exposition mit einer Kombination kurzer akkordischer Akzente und weiträumiger Sechzehntelbewegung. Erstmals – bis auf eine Ausnahme in Takt 17 – erscheinen nun auch forte- und sforzando-Vorschriften.
In der auffallend kurzen Durchführung (Takt 39–56) nimmt Beethoven zweimal kurz das erste Thema auf – zunächst in fis-Moll –, stellt dann aber (ab Takt 45) nur noch ein kurzes rhythmisches Motiv der linken Hand in wechselnden Lagen einer ununterbrochenen Sechzehntelbewegung der rechten Hand gegenüber.
Die Reprise folgt im Ablauf mit einigen Weiterungen – insbesondere Takt 66–76 – der Exposition, es schließt sich eine kurze Coda an (ab Takt 98), die das erste Thema noch einmal variierend aufnimmt, ihm aber in der linken Hand eine bis zum Ende durchlaufende Sechzehntelfigur gegenüberstellt. Ungewöhnlicherweise schreibt Beethoven in diesem ersten Satz auch die Wiederholung von Durchführung und Reprise vor.

### Zweiter Satz
Der zweite Satz stellt einer rhythmisch betonten und von dynamischen Kontrasten geprägten akkordischen Passage (Takte 1–11, 32–42; 89–99; 150–159) wild bewegte Sechzehntelsequenzen gegenüber, in denen immer wieder auch beide Hände repetierend – also die gleichen Noten im Wechsel spielend – eingesetzt werden. Die Coda (ab Takt 160) beschränkt sich zunächst auf den rhythmisch prägnanten zweiten Teil des ersten Themas und schließt nach zwei ganztaktigen Fermaten (Takt 175 f.) und einem Aufstieg über vier Oktaven mit einer kurzen Wiederkehr der Sechzehntelsequenzen im Fortissimo. In diesem (unterschätzten) Satz Schnelligkeit und Klarheit, Kraft und Leichtigkeit zu verbinden, ist sehr schwer.

## Inhaltliche Deutung
Die 1809 in auffallend kurzer Entstehungszeit und offensichtlich ohne Vorab-Skizzierung entstandene Fis-Dur Sonate op. 78 steht mit der fünf Jahre früher begonnenen und 1807 erstmals gedruckten Sonate in f-Moll op. 57 in engem Zusammenhang. Beide bilden ein inhaltlich aufeinander bezogenes, ausdrucksmäßig und formal indessen höchst unterschiedliches Paar, das nur als Ganzes interpretiert werden kann. Die innere Verbindung drückt sich schon äußerlich in der Widmung der beiden Werke aus. So ist die 1809 entstandene Sonate in Fis-Dur Therese von Brunsvik, die frühere Sonate hingegen deren Bruder Franz von Brunsvik gewidmet. Ist die f-Moll-Sonate von einem Gestus stürmischen Aufbegehrens bestimmt, gibt sich die Fis-Dur-Sonate eher heiter und unproblematisch. Selbst wenn der heute gebräuchliche Name „Appassionata“ (italienisch für ‚Die Leidenschaftliche‘) nicht von Beethoven selber stammt und erst nach seinem Tod bei einer späteren Veröffentlichung vom Hamburger Verleger Cranz hinzugefügt wurde, kann dieser Zusatztitel als Schlüssel zum Verständnis der Sonate op. 57 verwendet werden. Die dunkle und von heftigem Aufbrausen geprägte Sonate mit ihrem an zentraler Stelle postierten Andante con moto in Des-Dur (enharmonisch die Dominant-Tonart von Fis-Dur) endet in einer für Beethoven völlig untypischen Weise.
Für Hans-Joachim Hinrichsen vermittelt der Schlusssatz dem Hörer die Vorstellung „eines trotzig erlittenen Untergangs.“ Demgegenüber zeichnet die Fis-Dur-Sonate ein lichtes, heiter verspieltes Bild mit innigem Grundton. „Das Werk ist kurz, aber nicht karg, vielmehr zärtlich, beredt, überschwenglich.“ Beiden Sonaten ist ein kompositionstechnisches Merkmal gemeinsam: Es fehlt ihnen der für die klassische Sonatenhauptsatzform charakteristische Gegensatz zwischen dem Haupt- und dem Seitenthema. Zwar lässt sich der jeweilige Ort eines Seitenthemas ausmachen, aber während er in der Appassionata von einer Dur-Variante des Hauptthemas eingenommen wird und damit gewissermaßen zum Ausdruck bringt, dass die Gegensätzlichkeit bereits in ein und demselben Grundmaterial angelegt ist, überspielt die spätere Sonate die Chance zur Gegensätzlichkeit durch unauffällige Motivik, die sich der Aufmerksamkeit des Hörers entzieht und erst in der sogenannten „Schlussgruppe“ etwas Neues aufscheinen lässt. Eine Gegensätzlichkeit findet sich also im ersten Fall innerhalb des Hauptthemas selbst, und im zweiten Fall wird sie durch die Verwandlung des Dur-Themas in Mollvarianten im (extrem knapp gehaltenen) Durchführungsteil kompensiert.
In der musikwissenschaftlichen Literatur hat sich die Meinung etabliert, dass für die in diesem Zusammenhang genannten kompositorischen Besonderheiten sehr wohl „eine autobiographische Orientierung“ benannt werden darf, die man „als klingender Spiegel psychischer Nöte und seelischer Konflikte“ anzusehen hat. Die f-Moll-Sonate entstand zu einer Zeit des inneren Ringens und hat nicht zuletzt auch etwas mit der Enttäuschung über eine nicht zustande gekommene Liaison mit Josephine, der um vier Jahre jüngeren Schwester von Therese, zu tun. Diese war bereits wenige Wochen nach der ersten Bekanntschaft mit Beethoven mit dem wesentlich älteren Grafen Joseph von Deym verheiratet worden, jedoch schon 1804 durch den Tod ihres Mannes verwitwet und hatte nach wie vor in Kontakt mit Beethoven gestanden. Dessen nach Deyms Tod an die Geliebte gerichteten Briefe sprechen eine deutliche Sprache. Zugleich tat er alles Erdenkliche, um seine Liebe zu Josephine in der Öffentlichkeit nicht bekannt werden zu lassen. Ausführlich untersucht Marie-Elisabeth Tellenbach die Rolle, welche Josephine von Brunsvik als „die zentrale Frauengestalt in Beethovens Leben“, im Schaffen von Beethoven spielt. Ob nun Beethoven in der zwei Jahre nach der endgültigen Trennung von Josephine komponierten und Josephines Schwester Therese gewidmeten Sonate aus der Rückschau heraus ein heiteres Porträt Josephines oder aber das der Widmungsträgerin Therese hatte zeichnen wollen, kann letztlich nicht beantwortet werden, waren doch beide seine Schülerinnen gewesen. Unabhängig davon ist die Musik das Zeugnis einer trotz aller äußeren Umstände fortbestehenden „unzerstörbaren Beziehung.“
Bereits die ungewöhnliche Tonart Fis-Dur lässt die Absicht erkennen, das Bildnis der Liebhaberin verklärt erscheinen zu lassen, wofür der innige Gestus der kurzen Einleitung und das darauf folgende gesangliche Hauptthema sprechen. Zugleich fehlen die für Beethoven ansonsten typischen thematischen Verwicklungen und die motivisch-thematische Arbeit. Allenfalls kann man die etwas ungewöhnliche Form des ersten Satzes als Abbild einer „inspirierten Sprunghaftigkeit“ werten, wofür im Übrigen auch das von Beethoven in op. 78 einkalkulierte Maß an Klavier-Virtuosität spricht, durch welche beide Schülerinnen sich doch von Anfang an ausgezeichnet hatten. Manche Passagen könnten auch von Carl Philipp Emanuel Bach stammen, mit dessen Musik sich Beethoven zu dieser Zeit verstärkt beschäftigte. Auch stellen sich zuweilen klangliche und stilistische Assoziationen an die späten Klaviersonaten von Joseph Haydn, den früheren Lehrer Beethovens, ein. Dieser war zur Zeit der Entstehung dieser Fis-Dur-Sonate gestorben und in Wien in allen Ehren zu Grabe getragen worden, so dass wohl auch der Gedanke an eine „Hommage“ an das große Vorbild nicht ganz von der Hand zu weisen ist.